# Премія Американського інституту кіномистецтва (2023)
7 грудня 2023 року Американський інститут кіномистецтва оголосив 10 найкращих фільмів та 10 найкращих телевізійних програм за 2023 рік. Урочиста церемонія відбулась 12 січня 2024 року в Лос-Анджелесі.

## 10 найкращих фільмів
- Американське чтиво / American Fiction
- Барбі / Barbie
- Бідолашні створіння / Poor Things
- Вбивці квіткової повні / Killers of the Flower Moon
- Залишенці / The Holdovers
- Людина-павук: Крізь Всесвіт / Spider-Man: Across the Spider-Verse
- Маестро / Maestro
- Минулі життя / Past Lives
- Оппенгеймер / Oppenheimer
- Травень, грудень / May December

## 10 найкращих телевізійних програм
- Вбивства в одній будівлі / Only Murders in the Building
- Ведмідь / The Bear
- Останні з нас / The Last of Us
- Покерфейс / Poker Face
- Початкова школа Ебботт / Abbott Elementary
- Ранкове шоу / The Morning Show
- Сварка / Beef
- Спадкоємці / Succession
- Jury Duty
- Reservation Dogs